# Liste der Gedenktafeln in Berlin-Rudow
Die Liste der Gedenktafeln in Berlin-Rudow enthält die Namen, Standorte und, soweit bekannt, das Datum der Enthüllung von Gedenktafeln.
Die Liste ist nicht vollständig.

## Rudow
| Bild | Name                                 | Standort                           | Datum der Enthüllung |
| ---- | ------------------------------------ | ---------------------------------- | -------------------- |
|      | August Froehlich                     | Alt-Rudow 46                       |                      |
|      | Grenzübergang Waltersdorfer Chaussee | Waltersdorfer Chaussee             |                      |
|      | Operation Gold                       | Berliner Mauerweg                  |                      |
|      | Lutz Schmidt                         | Landschaftspark Rudow-Altglienicke |                      |
|      | Sonnenuhr                            | Nordpark                           |                      |
|      | Heinrich Stahl                       | Alt-Rudow 41                       |                      |
|      | Christel und Eckhard Wehage          | Landschaftspark Rudow-Altglienicke |                      |